# Turi
Turi votka je žestoko alkoholno piće koje se proizvodi u Estoniji. Proizvodi se četverostrukom destilacijom raži, nakon čega se filtrira kroz ugljen. Ovu vodku proizvodi AS Onistar destilerija u Tallinnu, koja se 2009. godine našla u finncijskim poteškoćama, te je daljnja proizvodnja ove vodke bila upitna.